# Martinska Ves (Sisak-Moslavina)
Pour les articles homonymes, voir Martinska Ves.
Martinska Ves est un village et une municipalité située dans le comitat de Sisak-Moslavina, en Croatie. Au recensement de 2001, la municipalité comptait 4 026 habitants, dont 97,89 % de Croates et le village seul comptait 800 habitants.

## Localités
La municipalité de Martinska Ves compte 16 localités :
| - Bok Palanječki - Desni Dubrovčak - Desno Trebarjevo - Desno Željezno - Jezero Posavsko - Lijeva Luka - Lijevo Trebarjevo - Lijevo Željezno | - Ljubljanica - Mahovo - Martinska Ves - Setuš - Strelečko - Tišina Erdedska - Tišina Kaptolska - Žirčica |